# 西光州駅
座標: 北緯35度7分30.00秒 東経126度50分47.63秒 / 北緯35.1250000度 東経126.8465639度
西光州駅（ソグァンジュえき）は、大韓民国光州広域市西区にある、韓国鉄道公社慶全線の駅である。

## 駅構造
- 島式ホーム2面4線の地上駅。

## 駅周辺
- 松源高等学校

## 歴史
- 2000年8月10日 - 営業開始[1]。

## 隣の駅
韓国鉄道公社
慶全線
孝泉駅 - 西光州駅 - (東松汀信号場) - (北松汀分岐) - 光州松汀駅